# 穆通
穆通是巴西米纳斯吉拉斯州的一个市镇。总面积1255.8平方公里，总人口26331人，人口密度21人/平方公里。